# لئاندرو فیرمینو
لئاندرو فیرمینو (انگلیسی: Leandro Firmino؛ زادهٔ ۲۳ ژوئن ۱۹۷۸) یک هنرپیشه اهل برزیل است.
از فیلم‌ها یا برنامه‌های تلویزیونی که وی در آن نقش داشته است می‌توان به شهر خدا اشاره کرد.